# Amortisseur à friction

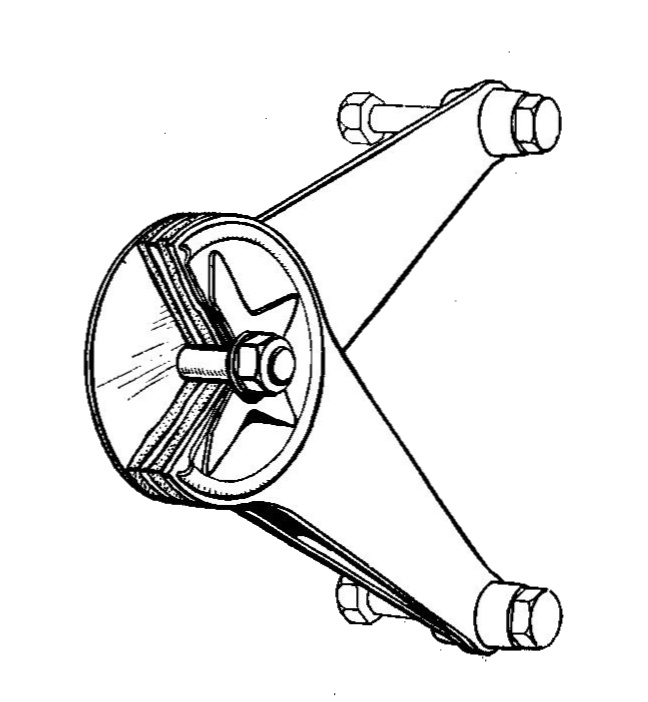
L'amortisseur André Hartford

Un amortisseur à disques de friction ou amortisseur André Hartford est une forme précoce de l'amortisseur utilisé pour les liaisons au sol automobile. Il est couramment utilisés dans les années 1930, mais est considéré comme obsolète après-guerre.

## Origines
Le modèle à disque de friction a été inventé par Truffault, avant 1900. Ceux-ci étaient en cuir huilé entre les disques de bronze comprimés par des ressorts coniques réglables. À partir de 1904, ils ont été fabriqués par plusieurs fabricants dont Mors et Hartford aux États-Unis. Des amortisseurs similaires ont également été appliqués comme amortisseur de direction.

## Construction
Les amortisseurs fonctionnent, comme leur nom l'indique, par la friction dans une pile de disques, serrés étroitement ensemble avec un ressort et un boulon de serrage.

### Modèle André Hartford
Le matériau des disques de friction était généralement un bois dur entre les deux faces des bras en acier. En ce qui concerne le développement des embrayages et segments de frein, le développement de ces matériaux de friction était à ses balbutiements. Du cuir traité avait été utilisé pour les embrayages et bien qu'il offre un bon comportement de friction, il était enclin au frottement statique lors du déplacement et aussi à la déchirure en cas de surchauffe. Des matériaux de friction à base d'amiante ont été parfois utilisés pour la course, dans une tentative de garder les amortisseurs même en cas de surchauffe.
La force d'amortissement d'un amortisseur à friction est ajustée avec le pivot central et le boulon de serrage. Un ressort en forme d'étoile applique une force sur la pile de disques. La force d'amortissement est à peu près proportionnelle à cette force, et l'écrou de serrage est muni d'un pointeur pour indiquer le réglage approximatif.

## Exemple d'application
Les Citroën 2 CV sont équipées d'amortisseurs de ce type jusqu'au mois de septembre 1975. Lorsque l'usure des plateaux de friction devient trop importante, l'amortissement ne s'opère plus correctement et la voiture se retrouve à onduler à la moindre occasion, ce qui devient rapidement inconfortable pour ses occupants.